# True Kings of Norway
True Kings of Norway — сборник, включающий в себя пять ранних мини-альбомов известных норвежских блэк-метал групп:Emperor, Immortal, Dimmu Borgir, Ancient, Arcturus. Был выпущен в 2000 году лейблом Spikefarm Records.
Издание представляет собой CD диск в упаковке типа диджипэк с тиснёной обложкой. В прилагающемся к диску буклету приведена карта Норвегии, на которой показано в каких группах был тот или иной участник из представленных в сборнике групп.
В одном из интервью Искария, бывший на тот момент басистом группы Immortal, негативно отозвался об этом диске. По его словам музыканты сильно разозлились, узнав о его выходе, поскольку издатель даже не проинформировал группу и не получил разрешения на включение её мини-альбома в сборник. Кроме того, по мнению музыканта, подобные сборники разрушают саму идею 7" мини-альбома.

## Список композиций
| №  | Название                                                | Длительность |
| -- | ------------------------------------------------------- | ------------ |
| 1. | «The Ancient Queen»                                     | 3:41         |
| 2. | «Witches Sabbath»                                       | 5:56         |
| 3. | «Lord Of The Storms» (Evil Necro Voice From Hell Remix) | 1:57         |

| №  | Название                          | Длительность |
| -- | --------------------------------- | ------------ |
| 4. | «Diabolical Fullmoon Mysticism»   | 0:40         |
| 5. | «Unholy Forces Of Evil»           | 4:27         |
| 6. | «The Cold Winds Of Funeral Frost» | 3:44         |

| №  | Название                               | Длительность |
| -- | -------------------------------------- | ------------ |
| 7. | «Inn I Evighetens Mørke (Part. I)»     | 5:25         |
| 8. | «Inn I Evighetens Mørke (Part. II)»    | 2:07         |
| 9. | «Raabjørn Speiler Draugheimens Skodde» | 5:02         |

| №   | Название           | Длительность |
| --- | ------------------ | ------------ |
| 10. | «Det Glemte Riket» | 6:53         |
| 11. | «Huldradans»       | 5:56         |

| №   | Название   | Длительность |
| --- | ---------- | ------------ |
| 12. | «My Angel» | 6:54         |
| 13. | «Morax»    | 6:25         |